# オルニチン
オルニチン (ornithine、略称 Orn) は、アミノ酸の1種で、有害なアンモニアを尿素に変換する尿素回路を構成する物質の1つである。アルギニンの分解によって生成する。分子式は C5H12N2O2、IUPAC命名法では 2,5-ジアミノペンタン酸（2,5-diaminopentanoic acid）と表される。分子量は 132.16。2番炭素がキラル中心であるため、1対の鏡像異性体を持つ。これらのうち天然型は L体（S体）で、CAS登録番号は [70-26-8] である。なお、D体（R体）のCAS登録番号は 348-66-3、ラセミ体（S体とR体の等量混合物）のCAS登録番号は [616-07-9] である。

オルニチンを人工タンパク質の材料とする研究が行われたが、オルニチンがラクタム化（環状化）してしまい以降のペプチド結合が作れなくなってしまったため、失敗に終わった。

Ornithine lactamization

## 生合成と代謝
アルギニンと水との反応によって尿素と共に生成し、カルバモイルリン酸との反応でシトルリンとリン酸になる。
アルギニン + H2O → 尿素 + オルニチン
カルバモイルリン酸 + オルニチン → シトルリン + リン酸
また、クレアチン経路を構成する物質であり、グリシンとアルギニンの反応でもグアニジノ酢酸とともに生成する。
アルギニン + グリシン → オルニチン + グアニジン酢酸
このようにアルギニンの代謝で重要な役割を果たす物質である。その他の代謝としては、オルニチンはオルニチンデカルボキシラーゼの働きによってプトレシンとなる。

## サプリメントとしてのオルニチン
オルニチンは成長ホルモン誘導体であり、同じアミノ酸の一種のアルギニンとともに、サプリメントに配合されていることがある。
サプリメントとしてのオルニチンは糖蜜を原料とした発酵法によって工業的に生産されている。

## オルニチンが多く含まれる食品
- シジミ
- だだちゃ豆[3]
- ブナシメジ
- ホンシメジ
- ハタケシメジ

## 安全性
特に副作用は認められていないとする文献が多い。一方で、高オルニチン血症と関係する遺伝病において血漿中オルニチン濃度が長期にわたり継続的かつ高濃度で推移すると網膜への影響が認められる
ことから、健常者であっても同様の高い血漿濃度条件では同じ危険性があると指摘し注意を促す文献もある。